# Owen Hurcum
Owen J. Hurcum (n. en 1997) es una persona británica que se dedica a la política en la ciudad de Bangor, Gwynedd, Gales, en la concejalía de la ciudad de Bangor para el distrito de Glyder.  Desde mayo de 2021 ocupa la alcaldía de Bangor, siendo la primera persona del mundo abiertamente no binaria en ejercer la alcaldía de cualquier ciudad del mundo y la persona más joven en la historia en ocupar la alcaldía en Gales.

## Carrera
Hurcum proviene del suburbio londinense de Harrow, y se mudó a Bangor en 2015 para asistir a la Universidad de Bangor. Ganó la final regional de Harrow 2013 del Desafío Speak Out de Jack Petchey. En enero de 2019, Hurcum coorganizó una protesta contra los recortes presupuestarios en la Universidad de Bangor que habrían visto a hasta 60 miembros del personal en riesgo de perder sus trabajos y el cierre del Departamento de Química de la universidad. En septiembre de 2019 organizó una protesta en Bangor High Street contra la prórroga del Parlamento por Boris Johnson antes de la fecha límite del tratado de retirada del Brexit. Posteriormente se descubrió que la prórroga era ilegal.
Hurcum tenía la intención de postular su candidatura a Plaid Cymru en las elecciones de Senedd de 2021, siendo la cuarta persona en la lista regional de Plaid para el norte de Gales. Esto habría hecho que fuera la primera persona no binaria en postular su candidatura en Plaid. Sin embargo, el 3 de marzo de 2021 se retiró de las elecciones y dimitió del partido, alegando transfobia dentro del partido. Continuó formando parte del Consejo de Bangor de forma independiente. Más tarde ese mes, Hurcum fue blanco de abusos en línea por parte de la escuela primaria Springwood en Cardiff después de que declarara que "eres galés si te sientes galés, nacer en el extranjero no tiene nada que ver con eso".  Luego, la escuela afirmó que una persona había obtenido acceso no autorizado a su cuenta de Twitter y se comprometió a iniciar una investigación.
En mayo de 2021, sus compañeros concejales eligieron a Hurcum para ocupar la alcaldía del Ayuntamiento de Bangor para el período 2021-22, y Gwynant Roberts, de Plaid Cymru, asumió el cargo de vicealcalde. El 14 de noviembre de 2021, Hurcum depositó una ofrenda floral del Día del Recuerdo en la catedral de Bangor en nombre de la gente de la ciudad.

## Postura política
Hurcum apoya la independencia de Gales. Se ha pronunciado en contra de la transfobia en el movimiento independentista, incluido el abuso que ha enfrentado personalmente, y ha declarado que un Gales independiente "debe basarse en la igualdad y la aceptación". Se opuso al cambio de nombre del Puente del Severn a Puente Príncipe de Gales en 2018.
También se ha pronunciado a favor de los derechos de las personas transgénero en el Reino Unido en su conjunto, incluso para mejorar el acceso a la atención médica trans en el NHS, enmendar la Ley de Igualdad de 2010 para incluir explícitamente a personas no binarias e introducir opciones de tercer género para pasaportes y otros documentos de identidad.
Se ha opuesto al aumento de las tasas de matrícula postsecundaria por parte del gobierno laborista galés de Senedd.

## Vida privada
Hurcum es una persona genderqueer y agénero y utiliza el pronombre they, equivalente al pronombre español elle. Hurcum ha dicho "Sé que no soy un tío, pero sé que tampoco soy una mujer trans".